# Alan Kulwicki
Alan Dennis Kulwicki (Greenfield (Wisconsin), 14 december 1954 - Blountville (Tennessee), 1 april 1993) was een Amerikaans autocoureur. Hij won de NASCAR Winston Cup van 1992.

## Biografie

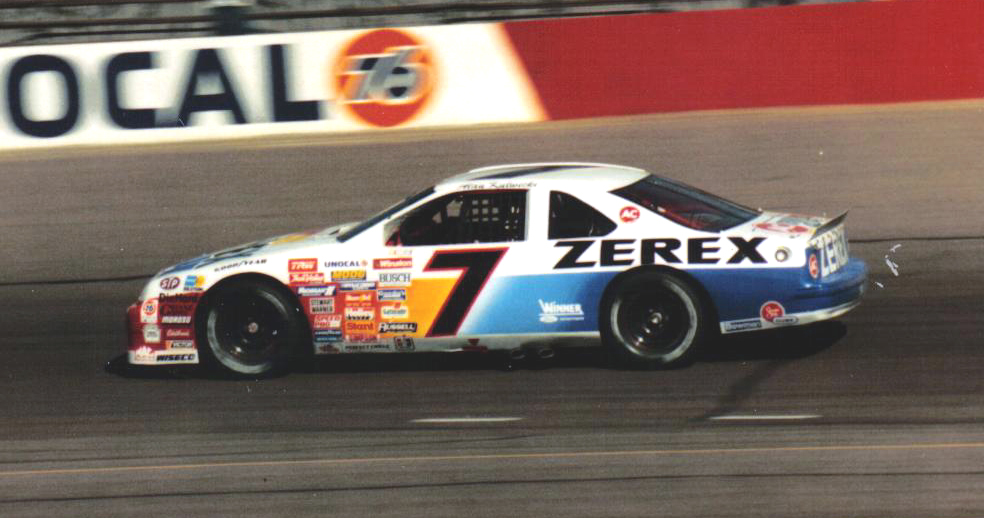
Kulwicki op de Phoenix International Raceway in 1989

Kulwicki startte zijn carrière in de NASCAR in 1984 toen hij enkele races reed in de Busch Series. Een jaar later reed hij zijn eerste races in de Winston Cup, het hoogste kampioenschap in de NASCAR. In 1986 reed hij fulltime in het kampioenschap en won de trofee rookie of the year als beste nieuwkomer. Zijn eerste overwinning behaalde hij in 1988 op de Phoenix International Raceway. De bekroning kwam er in 1992 toen hij met twee overwinningen en elf top 5 plaatsen het kampioenschap won. In 1993 kwam hij om het leven na een vliegtuigcrash. Hij werd achtendertig jaar. In 2002 werd hij postuum erelid van de International Motorsports Hall of Fame. Kulwicki nam aan 207 Winston Cup-races deel, vertrok vierentwintig keer vanaf poleposition en won vijf races. Hij was de tweede Winston Cup kampioen uit het noorden van de Verenigde Staten na Bill Rexford die het kampioenschap in 1950 won.

## Resultaten in de NASCAR Winston Cup
Winston Cup resultaten (aantal gereden races, polepositions, gewonnen races en positie in het kampioenschap)
| Jaar | Races | Polepositions | Overwinningen | Kampioenschap |
| ---- | ----- | ------------- | ------------- | ------------- |
| 1985 | 5     | 0             | 0             | 40e           |
| 1986 | 23    | 0             | 0             | 21e           |
| 1987 | 29    | 3             | 0             | 15e           |
| 1988 | 29    | 4             | 1             | 14e           |
| 1989 | 29    | 6             | 0             | 14e           |
| 1990 | 29    | 1             | 1             | 8e            |
| 1991 | 29    | 4             | 1             | 13e           |
| 1992 | 29    | 6             | 2             | 1e            |
| 1993 | 5     | 0             | 0             | 41e           |